# West Point, Iowa
West Point är en ort i Lee County i Iowa. Vid 2010 års folkräkning hade West Point 966 invånare.